# سامسونگ اس‌پی‌اچ-آ۳۰۳
سامسونگ اس‌پی‌اچ-آ۳۰۳ یک‌نمونه از گوشی‌های تلفن همراه سری A شرکت سامسونگ می‌باشد که توسط همین شرکت به بازار عرضه شده‌است.